# 1938年の航空
< 1938年
1937年の航空 - 1938年の航空 - 1939年の航空

## 航空に関する出来事
- 1938年 - 日本航空輸送と、満州航空傘下の国際航空が合併し、大日本航空ができる。
- 1月20日 - Flight Refuelling Ltdの給油機、アームストロング・ホイットワース AW.23が、インペリアル航空のショート エンパイヤに空中給油を行った。
- 2月 - ドイツのヘリコプター、Fw 61が、ハンナ・ライチュの操縦によってベルリンの運動競技上のドイッチュラントハレの屋内で展示飛行を行った。
- 2月5日 - 極地探検隊の救助に遣されることになったソビエト連邦の半硬性飛行船、SSSR-V6 オソアヴィアヒムが、カンダラクシャの近くの高地に衝突し、乗員19人のうち13人が犠牲となった。
- 2月15日〜27日 - アメリカ陸軍航空隊の6機のB-17 フライイング・フォートレスが、リマ、ブエノスアイレス、サンチャゴを巡る19,312 kmの南米親善飛行を行った。
- 2月22日 - ソ連空軍志願隊が操縦する中国空軍のツポレフ SB 爆撃機、28機によって台湾の松山飛行場と新竹が爆撃された。
- 4月26日 - フリッツ・ヴェンデルの操縦でMe 209が、直線飛行の速度記録755.13km/hを記録した。

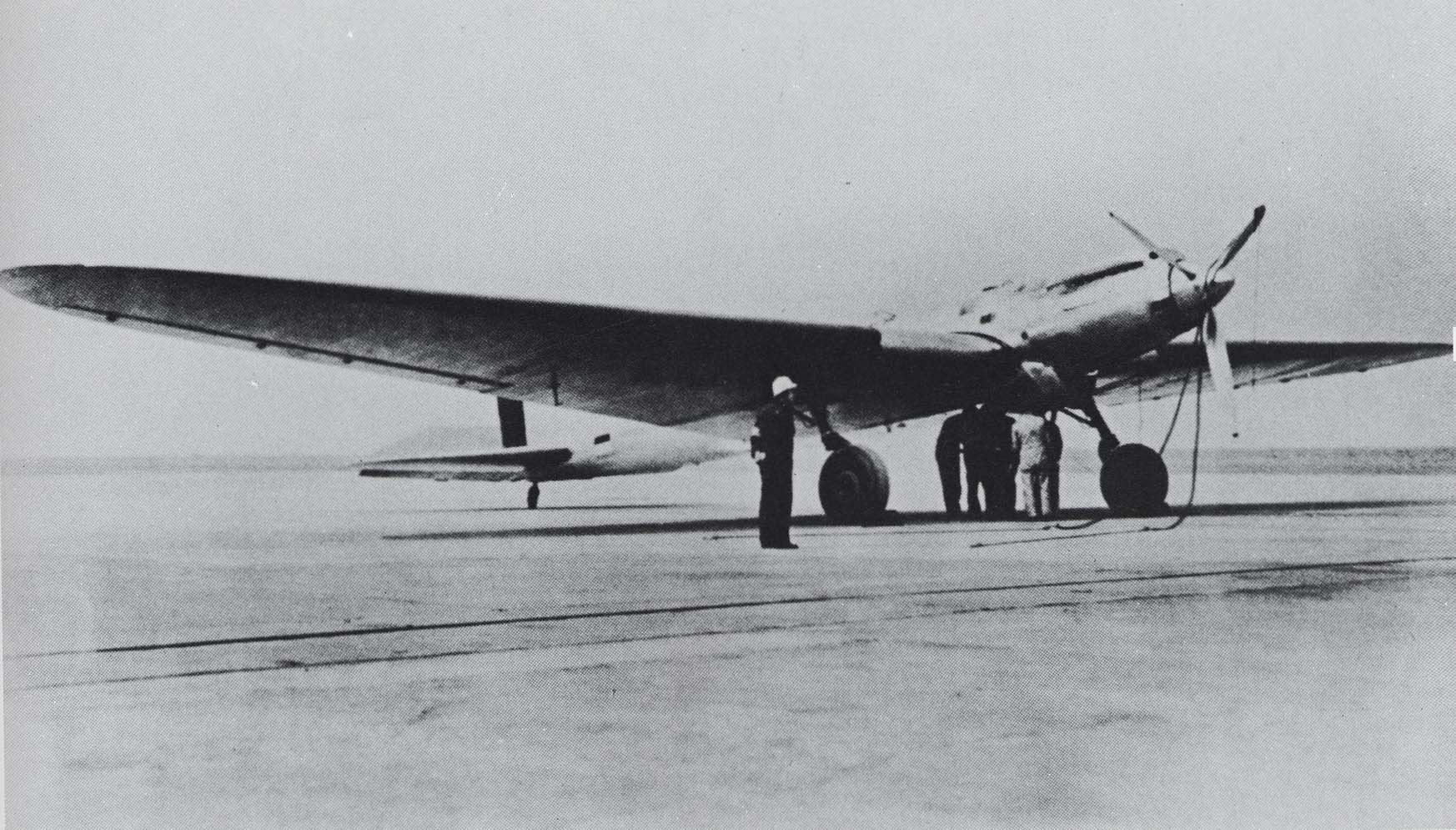
航研機

- 4月29日 - 漢口で日本海軍の30機の九六式艦上戦闘機に護衛された18機の九六式陸上攻撃機が60から80機の中国軍機の迎撃を受け、空中戦が行われた。日本側の発表で、2機の爆撃機を喪失し、51機を撃墜した。中国側の発表では損失は12機で、日本機21機から45機を撃墜したと発表した。
- 5月13日〜15日 - 藤田雄蔵が操縦する航研機が、11,651 kmを飛行、周回航続距離世界記録樹立。
- 5月19日 - 中国の漢口飛行場から出撃し、寧波で給油した中国空軍のマーチン爆撃機（B-10の輸出型）が九州に飛来した。爆弾を積むと航続距離が不足するので、九州上空で宣伝ビラを散布した[1]。
- 6月 - ハインケル He 118が、ターボ・ジェット機としての初の飛行試験を行う。
- 6月9日 - ニカラグア空軍が、Fuerza Aerea de la Guarda Nacionalとして設立される。
- 7月1日 - 満州重工業と中島飛行機が日本政府の監督の下、奉天郊外の飛行場に満州飛行機製造を設立した。
- 7月14日 - ハワード・ヒューズが、ロッキード L-14 スーパーエレクトラで3日と19時間17分で世界一周飛行を行い、当時の最速記録を樹立した。
- 7月18日 - ダグラス・コリガンが、旧式なカーチス ロビンでニューヨーク - アイルランド間の無着陸大西洋横断飛行を行った。

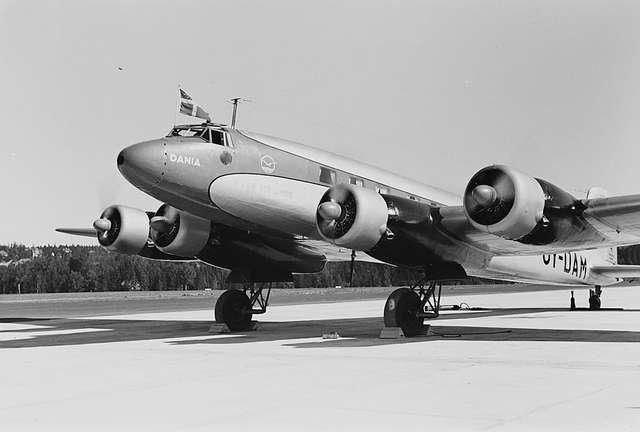
Fw 200

- 8月10日〜11日 - ルフトハンザのフォッケウルフ Fw 200が、ベルリン - ニューヨーク間の無着陸飛行を行う。飛行時間は24時間36分であった。
- 8月24日 - 羽田飛行場（現在の東京国際空港）から訓練飛行に向かおうとしていた日本飛行学校のアンリオ複葉機と、日本航空輸送のフォッカー スーパーユニバーサル旅客機が、大森上空150mで空中衝突事故をおこす。（大森民間機空中衝突墜落事故）
- 9月10日 - ドイツが、1部の航空路を除いてドイツ上空の外国の航空機の飛行を禁止した。
- 9月24日～25日 -ソビエトの女性飛行家マリーナ・ラスコーヴァ、ワレンチナ・グリゾドゥーボワ、ポリーナ・オシペンコが、DB-2を改修したANT-37"ローヂナ"(АНТ-37 "Родина":「ローヂナ」は「祖国」、「故郷」のこと）でモスクワ・コムソモーリスク・ナ・アムーレ間5908.61 kmの直線無着陸飛行を行った。
- 11月5日〜7日 - リチャード・ケレットに率いられた、2機のヴィッカース ウェルズレイが、エジプトからオーストラリアのダーウィンまでの11,520 kmを無着陸飛行に成功。
- 11月28日〜30日 - ルフトハンザのフォッケウルフ Fw 200が、ベルリン - 東京間の無着陸飛行を行う。飛行距離は14,228 kmで飛行時間は46時間18分であった。
- 12月22日 - デ・ハビランド フラミンゴが初飛行した。

## 1938年に初飛行した機体の画像

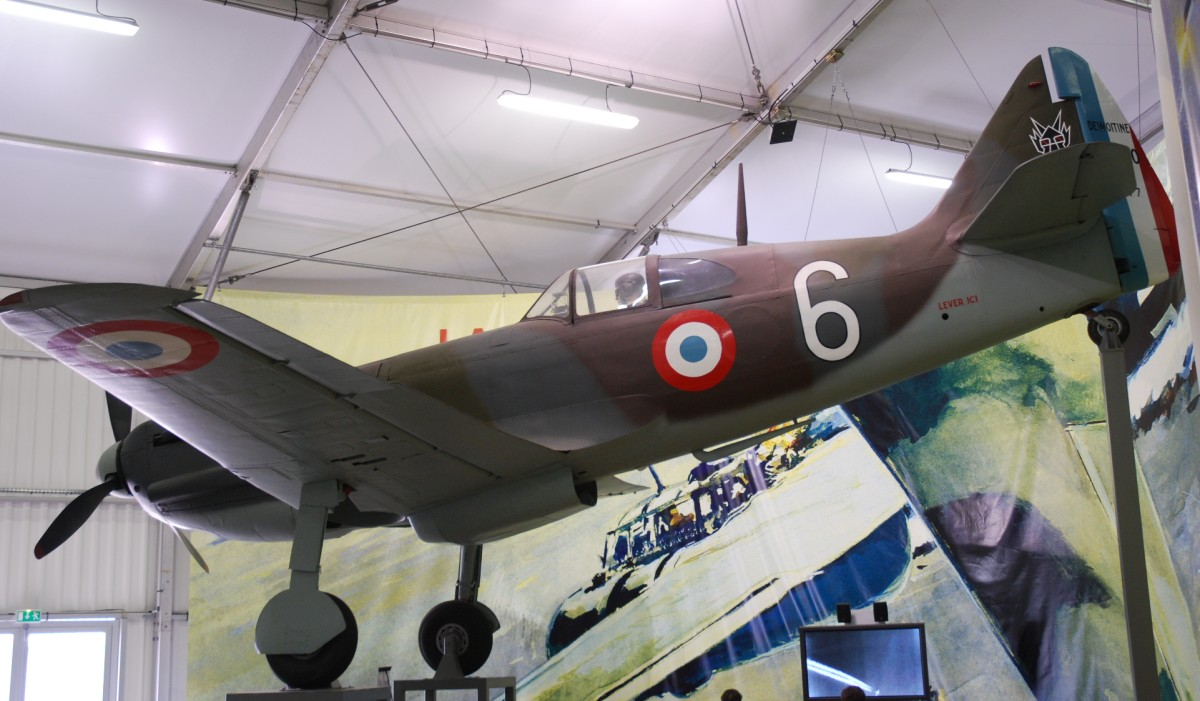
ドボアチン D.520 （10月2日）
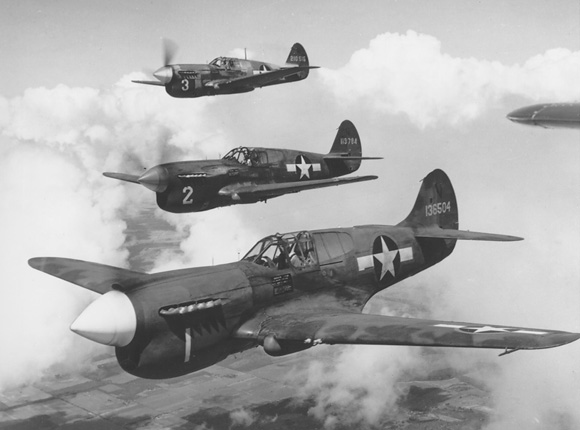
カーチス P-40 （10月14日)
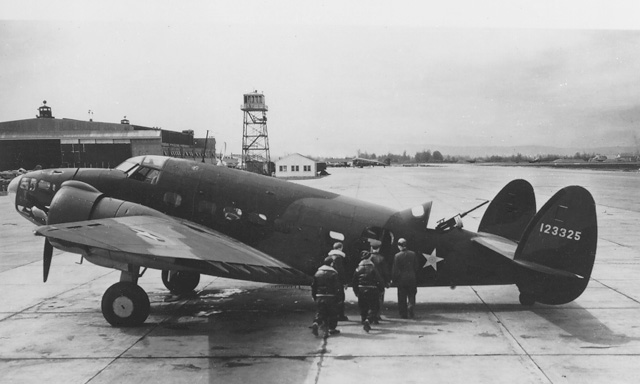
A-29ハドソン （12月10日)

## 航空に関する賞の受賞者
- フランス飛行クラブ大賞（Grande Medaille de l'Aero-Club de France ）：アンリ・ギヨメ、Paul Tissandier
- ハーモン・トロフィー：  ハワード・ヒューズ、ジャクリーン・コクラン
  - ナショナル・トロフィー：ロスコー・ターナー、リチャード・ケレットとそのクルー、モーリス・ロッシ、ハンナ・ライチュ、藤田雄蔵、他
- デラボー賞：藤田雄蔵、高橋福次郎、関根近吉（航研機のクルー）、B. K. Bupnett、A. N. Combe、R. T. Gething、R. Kellett（ビッカース ウェルズレイによるエジプト-オーストラリア間の無着陸飛行のクルー）他

### 日中戦争のパイロット
- 大日本帝国海軍 - 鈴木實、兼子正
- 中華民国空軍 - 劉粋剛、柳哲生、楽以琴